# دوري الدرجة الأولى الروماني 1953
دوري الدرجة الأولى الروماني 1953 (بالرومانية: Divizia A 1953)‏ هو الموسم 36 من  دوري الدرجة الأولى الروماني. أقيم خلال الفترة 14 مارس 1953 وحتى 15 نوفمبر 1953، وأشرف على تنظيمه اتحاد رومانيا لكرة القدم، وكان عدد الأندية المشاركة فيه  12، وفاز فيه نادي ستيوا بوخارست بعد أن لعب 21 مباراة وفاز بـ 11 منها.

## نتائج الموسم
| المركز | فريق               | لعب | ف  | ت | خ | له | عليه | ف.أ | نقاط | ملاحظة |
| ------ | ------------------ | --- | -- | - | - | -- | ---- | --- | ---- | ------ |
| 1      | نادي ستيوا بوخارست | 21  | 11 | 6 | 4 | 27 | 14   | +13 |      |        |